# Zemský okres Stendal
Zemský okres Stendal (německy Landkreis Stendal) je zemský okres v německé spolkové zemi Sasko-Anhaltsko. Sídlem správy zemského okresu je město Stendal. Má přibližně 117 tisíc obyvatel. 

## Města a obce
| Města: 1. Arneburg 2. Bismark 3. Havelberg 4. Osterburg 5. Sandau 6. Stendal 7. Seehausen 8. Tangerhütte 9. Tangermünde 10. Werben | Obce: 1. Aland 2. Altmärkische Höhe 3. Altmärkische Wische 4. Eichstedt (Stará marka) 5. Goldbeck 6. Hassel 7. Hohenberg-Krusemark 8. Iden 9. Kamern 10. Klietz 11. Rochau 12. Schollene 13. Schönhausen (Elbe) 14. Wust-Fischbeck 15. Zehrental |